# Romênia nos Jogos Olímpicos de Verão de 2024
Romênia participou dos Jogos Olímpicos de Verão de 2024, realizados em Paris, na França. Foi a 23.ª aparição do país nos Jogos Olímpicos de Verão desde a estreia em Paris 1900, sendo representado por 96 atletas que competiram em 17 esportes.
Conquistou nove medalhas, sendo três de ouro, quatro de prata e duas de bronze. David Popovici nos 200 metros livre masculino da natação, a dupla Andrei Cornea e Marian Enache no skiff duplo para homens do remo e a equipe feminina do oito com, também no remo, conquistaram os títulos olímpicos para a Romênia. Popovici ainda conquistou um bronze nos 100 m livre e o remo obteve outras três medalhas (todas de prata) para a delegação.

## Medalhas
| Atleta | Esporte             | Evento                    | Medalha |
| --- | ------------------- | ------------------------- | ------- |
| David Popovici | Natação             | 200 m livre masculino     | Ouro    |
| Andrei Cornea Marian Enache | Remo                | Skiff duplo masculino     | Ouro    |
| Adriana Adam Roxana Anghel Amalia Bereș Ancuța Bodnar Maria Lehaci Victoria-Ștefania Petreanu Maria-Magdalena Rusu Simona Radiș Ioana Vrînceanu | Remo                | Oito com feminino         | Ouro    |
| Ancuța Bodnar Simona Radiș | Remo                | Skiff duplo feminino      | Prata   |
| Roxana Anghel Ioana Vrînceanu | Remo                | Dois sem feminino         | Prata   |
| Ionela Cozmiuc Gianina van Groningen | Remo                | Skiff duplo leve feminino | Prata   |
| David Popovici | Natação             | 100 m livre masculino     | Bronze  |
| Ana Bărbosu | Ginástica artística | Solo feminino             | Bronze  |

## Competidores
Esta foi a participação por modalidade nesta edição:
| Esporte        | Masculino | Feminino | Total |
| -------------- | --------- | -------- | ----- |
| Atletismo      | 3         | 9        | 12    |
| Boxe           | 0         | 1        | 1     |
| Canoagem       | 3         | 0        | 3     |
| Ciclismo       | 1         | 0        | 1     |
| Esgrima        | 0         | 1        | 1     |
| Ginástica      | 1         | 6        | 7     |
| Halterofilismo | 0         | 2        | 2     |
| Judô           | 1         | 0        | 1     |
| Lutas          | 2         | 3        | 5     |
| Natação        | 2         | 1        | 3     |
| Polo aquático  | 13        | 0        | 13    |
| Remo           | 20        | 25       | 35    |
| Tênis          | 0         | 4        | 4     |
| Tênis de mesa  | 2         | 3        | 5     |
| Tiro com arco  | 0         | 1        | 1     |
| Triatlo        | 1         | 0        | 1     |
| Vela           | 0         | 1        | 1     |
| Total          | 49        | 47       | 96    |